# Bisdom Teixeira de Freitas-Caravelas

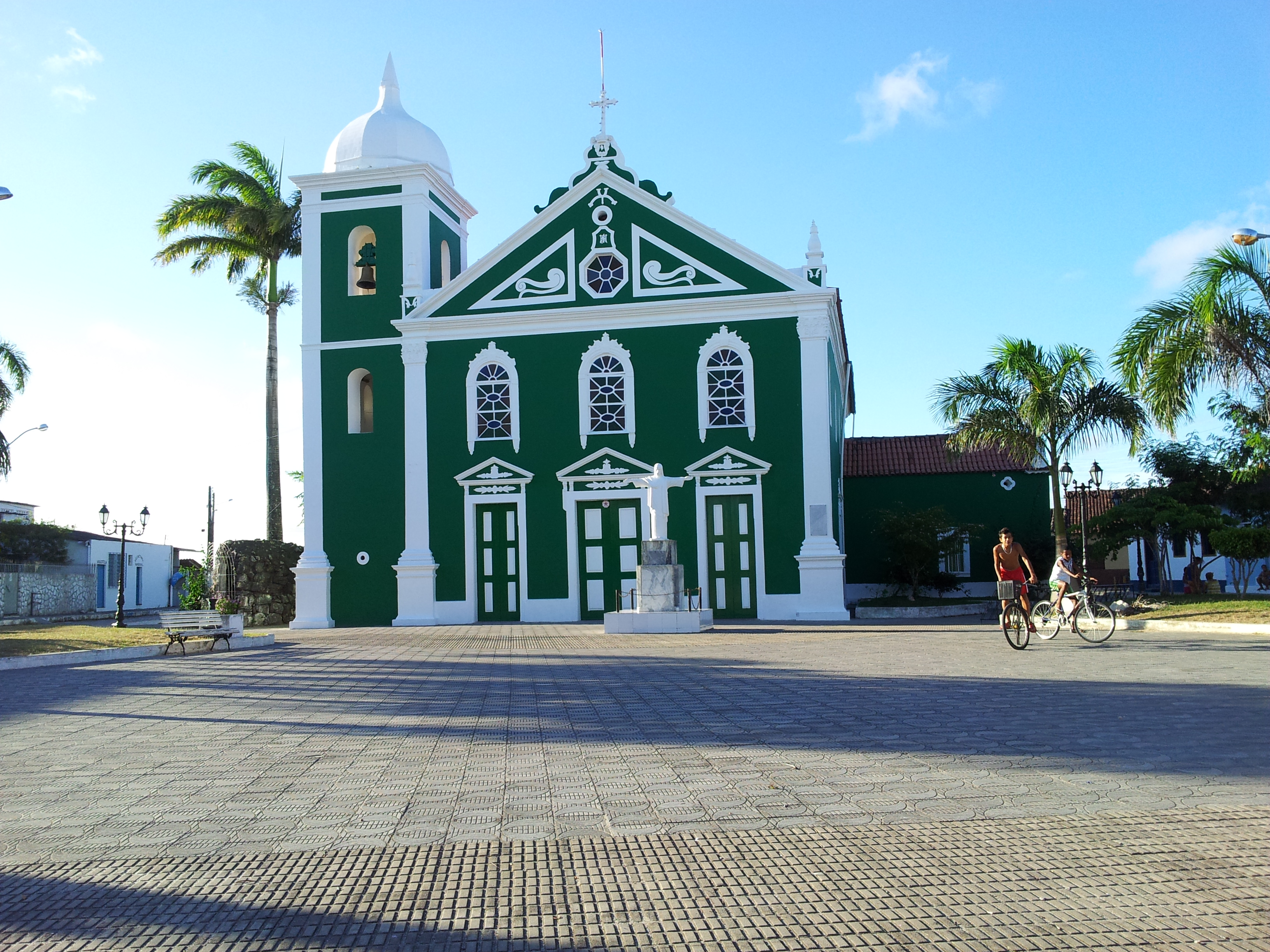
Cokathedraal van Caravelas in 2012

Het bisdom Teixeira de Freitas-Caravelas (Latijn: Dioecesis Taxensis-Carabellensis) is een rooms-katholiek bisdom met als zetels Teixeira de Freitas en Caravelas, in Brazilië. Het bisdom is suffragaan aan het aartsbisdom São Salvador da Bahia.

## Geschiedenis
Het bisdom werd opgericht op 21 juli 1962, uit delen van het bisdom Ilhéus, onder de naam bisdom Caravelas. Op 18 april 1983 veranderde het van naam naar bisdom Teixeira de Freitas-Caravelas. 

## Parochies
Het bisdom had in 2020 een oppervlakte van 18.574 km2 en telde 437.260 inwoners waarvan 79,1% rooms-katholiek was.

## Bisschoppen
- Filipe Tiago Broers (2 mei 1963 - 18 april 1983)
- Antônio Eliseu Zuqueto (18 april 1983 - 15 juni 2005)
- Carlos Alberto dos Santos (15 juni 2005 - 1 februari 2017)
- Jailton de Oliveira Lino (15 november 2017 - heden)

São Salvador da Bahia (aartsbisdom) · Alagoinhas · Amargosa · Camaçari · Cruz das Almas · Eunápolis · Ilhéus · Itabuna · Teixeira de Freitas-Caravelas